# Tabula d'Osca

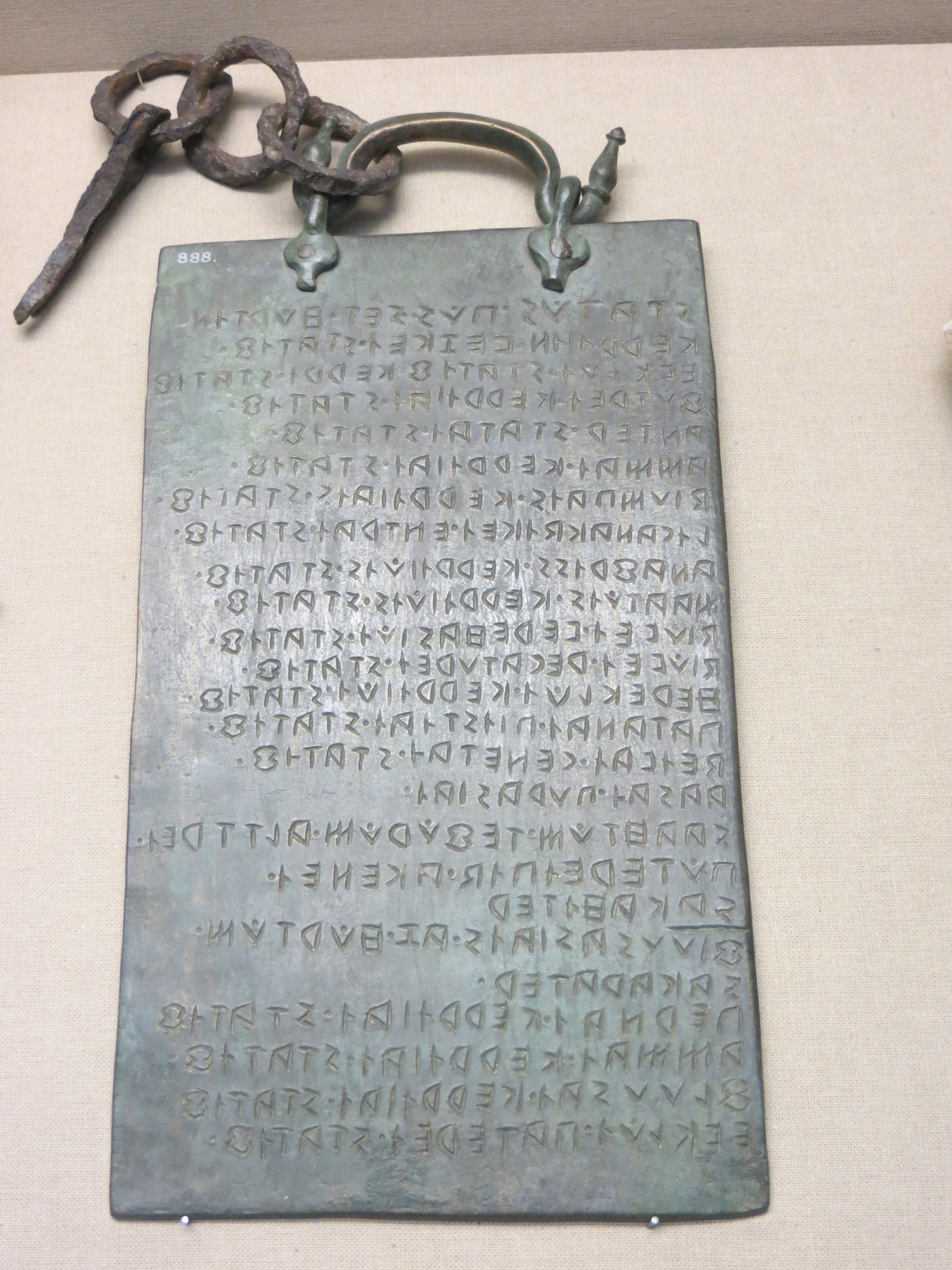
Tauleta de bronze, cara A, 28 cm × 17 cm, en osc, datada del 300–100 ae, Museu Britànic, Londres, registre: 1873.0820,149

La Tabula d'Osca o Tauleta osca d'Agnone és una inscripció de bronze escrita en osc en una placa de bronze que data del segle III abans de la nostra era. Es trobà a prop de la ciutat d'Agnone, a Molise, Itàlia. Des del 1873, l'original es troba traslladat al Museu Britànic. La Tabula d'Osca, juntament amb la Tabula Bantina el Cippus Abellanus, és una de les inscripcions existents més importants en osc, perdut de fa temps.

## Descobriment
La tauleta, la va descobrir el 1848 el llaurador Pietro Tisone a la vora del riu Sangro, a Font del Romito, a la granja de Giangregorio Falconi, entre Capracotta i Agnone. Segons l'arqueòleg Adriano La Regina, la tauleta encara estava enganxada per una cadena en un bloc de pedra en el moment de la troballa, probablement la pedra de la paret d'un edifici esfondrat on penjava la tauleta. Aquesta interpretació duu a la hipòtesi que un santuari dedicat a la dea Ceres es devia trobar on es va descobrir l'estela. Els historiadors Paolo Nuvoli i Bruno Paglione s'han mostrat escèptics sobre la ubicació del descobriment de l'estela, i afirmen que no es van trobar rastres d'edificis a l'indret del descobriment de la Tabula d'Osca, i van plantejar la hipòtesi que és molt més probable que la tauleta s'haja elaborat al proper centre religiós i polític de Pietrabbondante.
Després del seu descobriment, la Tabula d'Osca fou presentada a Francesco Saverio i Domenico Cremonese d'Agnone, que la van publicar en el Butlletí de l'Institut de Correspondència Arqueològica de Roma, i també a l'epigrafista alemany Theodor Mommsen. El Museu Britànic la va comprar al marxant Alessandro Castellani el 1873.

## Descripció
La tauleta és de bronze i està unida a una cadena de ferro. Té uns 4 mil·límetres de gruix, 165 mil·límetres d'ample i 279,5 mil·límetres d'alçada.
Està gravada a banda i banda amb inscripcions que són dedicatòries a diferents deïtats o éssers sobrenaturals.

## Inscripció
La cara principal té 25 línies i descriu el lloc sagrat on tenien lloc les cerimònies religioses en honor de la dea Ceres. També explica que cada any, durant la Floràlia, els fidels oferien sacrificis a quatre déus diferents i que cada dos anys se celebrava una cerimònia especial a l'altar del santuari. L'altra cara de la tauleta, que té 23 línies, enumera 17 deïtats que la població samnita adorava. També estipula que només els qui paguen les quotes s'admetran al santuari.
Cara A
statús. pús. set. húrtín. kerríiín. vezkeí. vezkeí. evklúí. statíf. kerrí. estatíf. futreí. futreí . kerríiaí . statíf . anter . stataí . statíf . ammaí . kerríiaí . statíf . diumpaís . kerríiaís . statíf . liganakdíkei . entraí . statíf . anafríss . kerríiúís . statíf . maatúís . kerríiúís . statíf . diúveí verehasiúí . statíf . diúveí . regatureí . statíf . hereklúí . kerríiúí . statíf . patanaí . piístíaí . statíf . deívaí . genetaí . statíf . aasaí . purasiaí . saahtúm . tefúrúm . alttreí . pútereípíd . akeneí . saka(ra)híter . fiuusasiaís . az . húrtúm . sakarater . pernaí . kerríiaí . statíf . ammaí . kerríiaí . statíf . fluusaí . kerríiaí . statíf . evklúí . patereí . statíf
Cara B
aasas. ekask. eestínt. hurtúí. vezkeí. evklúí. fuutreí. anter. stataí. kerrí. ammaí. diumpaís. liganakdíkeí. entraí. kerríiaí. anafríss. maatúís. diúveí. verehasiú. diúveí. piíhiúí. regatureí. hereklúí. kerriiúí. patanaí. piístíaí. deívaí. genetaí. assaí. purasiaí. saahtúm. tefúrúm. alttreí. pútereípid. akeneí. húrz. dekmanniúís. staít.